# International Symposium on Music Information Retrieval
O International Symposium on Music Information Retrieval, comumente abreviado para ISMIR, é uma conferência anual criada em 2002 para suceder o simpósio de mesmo nome. O foco do evento é reunir as pesquisas mais avançadas sobre recuperação da informação musical (do inglês Music Information Retrieval – MIR), um campo de estudos que projeta, desenvolve e analisa ferramentas computacionais para o processamento, busca e organização de dados relacionados com a música. A conferência também promove a troca de ideias e atividades entre seus membros, estimula a pesquisa e a educação em MIR e incentiva a diversidade de membros e disciplinas.
Dado o enorme crescimento da música digital e dos metadados musicais nos últimos anos, surgiu a necessidade de extrair, pesquisar e organizar essas informações de forma eficaz, o que têm motivado amplo interesse tanto por parte da academia quanto por parte da indústria. Sendo assim, a conferência supracitada proporciona espaço para a troca de inovações, notícias e resultados através de trabalhos teóricos ou práticos desenvolvidos por professores, alunos, pesquisadores e profissionais da área. A conferência também serve como fórum de discussões, fornece informações e cursos introdutórios sobre o tema e mostra o estado-da-arte dos produtos e servições que contemplam a informação musical. O evento foi concebido pela International Society for Music Information Retrieval (também abreviada como ISMIR), uma organização sem fins lucrativos que busca avanços para a área.
Todos os anos o ISMIR acontece em um local diferente ao redor do globo, objetivando a troca de ideias e o surgimento de inovações relacionados ao tópico de informação musical, e com exceção dos artigos científicos, o formato da conferência varia ano após ano, de modo que cada edição seja única e que a melhoria seja continuada. Historicamente, a chamada de trabalhos ocorre entre os meses de fevereiro e maio, e o evento é realizado entre agosto e novembro.

## Tópicos de Interesse
Como foi dito, cada conferência apresenta suas próprias particularidades e isso reflete também nos tópicos de interesse de cada edição. Entretanto, a seguinte lista apresenta uma visão geral dos assuntos recorrentes no ISMIR.

### Dados e fundamentos do MIR
- Processamento de sinal musical
- Processamento de notação musical
- Metadados
- Web semântica
- Análise de marcadores sociais e dados gerados por usuários
- Processamento de linguagem natural
- Mineração de dados

### Metodologia
- Fundamentos do MIR
- Metodologia de avaliação
- Desafios legais, sociais e éticos

### Propriedades da teoria musical
- Representação de notação musical
- Percepção e cognição musical
- Musicologia mediada por computadores
- Etnomusicologia

### Características e propriedades musicais
- Melodia, harmonia e teoria de acordes
- Ritmo
- Estrutura, segmentação e forma
- Classificação de instrumentos
- Classificação de gênero musical
- Classificação de emoções proporcionadas por músicas
- Análise de expressividade e aspectos performáticos

### Processamento de música
- Separação da fonte de som
- Transcrição e anotação musical
- Sincronização
- Síntese e transformação musical
- Indexação e consulta em banco de dados
- Detecção de padrões
- Métricas de similaridade

### Aplicações
- Melhorias nas interfaces de usuários
- Geração automática de bibliotecas e arquivos digitais
- Sistemas de recuperação de dados sonoros
- Recomendação de músicas e geração automática de playlists
- Musicoterapia
- Treinamento e educação musical
- Auxílio a composição, performance e produção musical
- Música e jogos

## Edições anteriores
Desde a sua criação, o ISMIR se tornou o principal fórum de debates, pesquisa, criação e inovação na análise de dados musicais. Pesquisadores têm se reunido anualmente para debaterem o tema nas seguintes edições:
- ISMIR 2020, Online (devido às restrições causadas pela pandemia de Covid-19)
- ISMIR 2019, Delft (Países Baixos)
- ISMIR 2018, Paris (França)
- ISMIR 2017, Suzhou (China)
- ISMIR 2016, Nova Iorque (Estados Unidos da América)
- ISMIR 2015, Málaga (Espanha)
- ISMIR 2014, Taipé (Taiwan)
- ISMIR 2013, Curitiba (Brasil)
- ISMIR 2012, Porto (Portugal)
- ISMIR 2011, Miami (Estados Unidos da América)
- ISMIR 2010, Utreque (Países Baixos)
- ISMIR 2009, Kobe (Japão)
- ISMIR 2008, Philadelphia (Estados Unidos da América)
- ISMIR 2007, Viena (Áustria)
- ISMIR 2006, Vitória, BC (Canadá)
- ISMIR 2005, Londres (Reino Unido)
- ISMIR 2004, Barcelona (Espanha)
- ISMIR 2003, Baltimore (Estados Unidos da América)
- ISMIR 2002, Paris (França)
- ISMIR 2001, Bloomington (Estados Unidos da América)
- ISMIR 2000, Plymouth (Estados Unidos da América)

A edição de 2021 ocorrerá entre os dias 08 e 12 de novembro. A edição de 2022 será sediada em Bangalor, índia.
OBS: nas duas primeiras edições, ocorridas em 2000 e 2001, o evento ainda era um simpósio.